# Flugplatz Bembéréké

i8
i11
i13
Der Flugplatz Bembéréké (französisch Aérodrome de Bembéréké, ICAO-Code: DBBR) ist ein Flugplatz im westafrikanischen Land Benin. Er liegt ca. 4 Kilometer nordöstlich von Bembèrèkè im Département Borgou. Er ist über die Fernstraße RNIE2 an das Verkehrsnetz angeschlossen.